# Ryan Abrahams
Ryan Abrahams (ur. 25 listopada 1983) – południowoafrykański zapaśnik walczący w obu stylach. Srebrny medalista igrzysk afrykańskich w 2007 i brązowy mistrzostw Afryki w 2008 roku.